# Марко Вукасовић
Марко Вукасовић (Цетиње, 10. септембар 1990) црногорски је фудбалер који тренутно наступа за РФК Нови Сад